# Ken Lukyamuzi

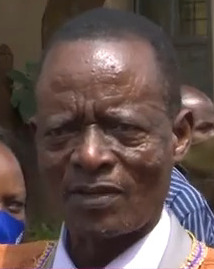
Ken Lukyamuzi, 2020

John Ken Lukyamuzi (* 11. November 1952) ist ein ugandischer Politiker (Conservative Party).

## Leben
1996 zog Lukyamuzi das erste Mal in das Parlament von Uganda ein. Diesem gehört er mit Unterbrechung von 2006–2011 bis heute an.
Lukyamuzi ist der Generalsekretär der Conservative Party sowie Parlamentsabgeordneter für Lubaga South. Bei den Präsidentschaftswahlen in Uganda am 23. Februar 2006 plante er zunächst als Kandidat anzutreten, zog sein Vorhaben aber wieder zurück. Er ist zudem Generalsekretär der Pan African Green Belt Movement.